# Хелмічкі
Хелмічкі (пол. Chełmiczki) — село в Польщі, у гміні Крушвиця Іновроцлавського повіту Куявсько-Поморського воєводства.
Населення — 252 особи (2011).
У 1975-1998 роках село належало до Бидгощського воєводства.

## Демографія
Демографічна структура станом на 31 березня 2011 року:
|          | Загалом | Допрацездатний вік | Працездатний вік | Постпрацездатний вік |
| -------- | ------- | ------------------ | ---------------- | -------------------- |
| Чоловіки | 124     | 29                 | 80               | 15                   |
| Жінки    | 128     | 27                 | 72               | 29                   |
| Разом    | 252     | 56                 | 152              | 44                   |